# Sukowinangun
Sukowinangun is een bestuurslaag in het regentschap Magetan van de provincie Oost-Java, Indonesië. Sukowinangun telt 4287 inwoners (volkstelling 2010).